# オペレッタ
オペレッタ（伊: Operetta, 仏: Opérette オペレト, 独: Operette オペレテ）は、台詞と踊りのある歌劇。日本では、喜歌劇（きかげき）・軽歌劇（けいかげき）とも呼ばれる。

## 概要
オペレッタはイタリア語で字義通りには「小さいオペラ」を意味するが、編成や演奏時間は必ずしも小さくも短くもなく2時間前後が平均的である。規模も、巨大管弦楽こそ要求されないものの、二管編成管弦楽で合唱やバレエが加わることが多く、平均的オペラに比べ小さいとは言い難い。語源発祥の地であるイタリアではこの名称の形式はほとんど発展せず、今日各地で上演されるのは、ほぼドイツ語作品、およびフランス語のオッフェンバック作品、そしてそれらの訳詞版に限られる。モーツァルトが自作の喜劇的作品をオペレッタと称した書簡なども残っているが、これには特別ジャンルとして区別する意図は見られず、今日では一般的に、はっきりサブジャンルとして確立された以降のオッフェンバック、スッペ、ヨハン・シュトラウスの系統に属する作品を「オペレッタ」と呼ぶ。
基本的には喜劇であり、軽妙な筋と歌をもつ娯楽的な作品が多い。ハッピーエンドで終わるのが主流。ただし、後期作品となると一部に喜劇的に推移しながらもカタストロフ・エンドとなるもの、笑いの要素がほとんどないものもある。このため、日本語の「喜歌劇」という訳語は不適切であるという見解もある。
原則としてオペラ系の声楽家、合唱団、オーケストラによって上演されるが、セリフのみの役だけでなく、一部の役を俳優やポピュラーシンガーによって地声で歌わせることもある。ドイツ圏のオペラ歌手や指揮者の多くは地方歌劇場のオペレッタからキャリアをスタートするが、その後もオペラはあまり歌わずオペレッタ専門に近い歌手も少なくない。
駆け出し時代を終えてもオペレッタを歌うオペラ歌手は例外的な存在であると書かれることが時折あるが、名声を確立したのちもオペレッタのライブ記録や録音・録画を複数残している大歌手としては、エリーザベト・シュヴァルツコップ、ルネ・コロ、アンネリーゼ・ローテンベルガー、エーリッヒ・クンツ、ルドルフ・ショック、ニコライ・ゲッダ、エーベルハルト・ヴェヒター、ディートリヒ・フィッシャー＝ディースカウ、ヴォルフガング・ヴィントガッセン、フェリシティ・ロット、ヘルマン・プライ、クルト・ベーメ、レジーヌ・クレスパン、ジークフリート・イェルザレム、キリ・テ・カナワ、エディタ・グルベローヴァ、ルチア・ポップ、ヒルデ・ギューデン、バーバラ・ボニー、アンナ・モッフォ、テレサ・ストラータス、グンドゥラ・ヤノヴィッツ、ボー・スコウフス、ワルデマール・クメント、などがいる。そのほかにもギネス・ジョーンズ、ヒルデガルト・ベーレンス、ピョートル・ベチャワ、フリッツ・ヴンダーリッヒ、プラシド・ドミンゴ、ナタリー・デセイ、ジョーン・サザーランドなどにキャリア中期以降のオペレッタ出演歴が記録されている。若年となるとマリア・カラスの舞台形式デビューがスッペの『ファティニッツア』であった例が有名である。もっとも、このうち例えばシュヴァルツコップは戦後に実演でオペレッタに出演した記録はなく、その代わり録音では全体の2割を超えるほど注力している。
指揮者については歌手に比べると若干事情を異にし、かつては世界的巨匠といわれるクラスの指揮者がオペレッタを手がけることは少なかった。（もっとも「こうもり」だけは例外で、カラヤン、C・クライバー各3回、オーマンディ2回、フリッチャイ、クラウス、ロスバウト、ベーム、アーノンクール、プレヴィンと数多くの大指揮者の録音が残されてきた．他にクラウスは「ジプシー男爵」を残している）。しかし、1970年代にカラヤンが『メリー・ウィドウ』をレコーディングしたあたりから徐々に状況が変化、今日ではニコラウス・アーノンクール、マルク・ミンコフスキ、フランツ・ウェルザー＝メスト、クリスティアン・ティーレマン、ズービン・メータといった当代を代表する指揮者がオペレッタを重要なレパートリーとしている。
なお、ブロードウェイ・ミュージカルを、ヨーロッパで上演する場合、「オペレッタ南太平洋」や「オペレッタノー・ノー・ナネット」のように、オペレッタと呼ぶこともあった。

## 歴史
パリで19世紀半ばに起こり、オッフェンバックの『天国と地獄』などが人気となる。これがウィーンに飛び火し、元々ドイツ人であるオッフェンバックはしばしば同地を訪れてドイツ語版上演を指導、スッペ、ヨハン・シュトラウス2世、ミレッカー、ツィーラー、ツェラーら才能ある地元作曲家も同ジャンルの作曲を手掛けたことから、まもなくパリを上回る中心的都市となった。シュトラウスは『こうもり』などの名作を書いている。20世紀初頭の「銀の時代」には、カールマンの『チャールダーシュの女王』・『伯爵令嬢マリツァ』、レハールの『メリー・ウィドウ』、シュトルツの『ウィーンのカフェ』などが知られる。ドイツ語オペレッタが主流として定着してからはベルリンでも盛んになった。ベナツキーの『白馬亭にて』が大ヒットとなったほか、行進曲『ベルリンの空気』が知られているリンケの『フラウ・ルーナ』などが書かれている。レハールも第一次世界大戦後は活動の拠点をベルリンに移しており、ベルリン・オペレッタの定義をベルリン初演作品という意味にまで拡げるなら、その最大の代表作は『微笑みの国』ということになるだろう。
ドイツ圏（中欧の同言語同民族地域）では地方歌劇場を中心にオペレッタの上演が多く、大都市ではウィーン・フォルクスオーパー、ベルリン・コーミッシェ・オーパー、ミュンヘンのゲルトナープラッツ劇場、ドレスデン州立オペレッタ劇場など、メインの国立歌劇場とは別にオペレッタを主力とする歌劇場が存在する。ただし、4劇場ともオペレッタ専門劇場ではなく、あくまでオペラハウスであり（来日公演でオペレッタの魅力を伝えるのに功績のあったウィーン・フォルクスオーパーにせよ、オペレッタの比率は2～3割程度である）、ドレスデン以外の3劇場はヴァーグナーの大作にも対応可能な四管編成オーケストラを擁している。ドイツ圏以外ではカールマンやレハールがハンガリー生まれであることもあり、ハンガリーのブダペスト国立オペレッタ劇場が知られているが、こちらはオペラは上演せずオペレッタとミュージカル専門で、オーケストラや歌手も含め、ポピュラー音楽寄りのアプローチとなっている。同種の劇場がドイツ圏に少ないこともあり、ドイツ語上演能力を備えて盛んに海外公演も行っている。また、オーストリア東部で夏に行われるメルビッシュ湖上音楽祭は1年1演目でオペレッタを上演。屋外ならではの巨大なステージや湖畔情緒が人気を呼び、毎年20万もの観客を集めてきた。ただし、最近ミュージカル専門へと転換した模様である。やはり湖上舞台が売り物のブレゲンツ音楽祭も、オペレッタの名指揮者アントン・パウリクが創設した当初は同路線だったが、近年はイタリアオペラが多くオペレッタ上演は絶えている。
従来オペラとオペレッタは厳然たる別物であるという考えも根強く、オペレッタは上演しないという方針になっている大歌劇場も少なくなかった。しかし、両者を区別する基準はあまり明確でなく、親しみやすさが集客の面でも貢献するため、そのような区別は過去の慣習となりつつある。特に近年は原語上演主義が広まりつつあるため、集客対策や公的援助の面から一定割合のドイツ語作品を確保したい各歌劇場にとってオペレッタは欠かせない存在となってきた。例えば、2010年より開催されているシュターツカペレ・ドレスデンのジルヴェスター・コンサートでは、演奏される曲目の殆どがオペレッタのものか、ドイツ語圏にて長年親しまれている1930年代のオペレッタ映画音楽からのものである。
『こうもり』は、マーラーがウィーン国立歌劇場で取り上げて以来、唯一の例外として多くの大歌劇場で（主に大晦日やクリスマスに）上演され続けてきた。また、最近では、ドイツ圏の旧宮廷歌劇場として格式を誇ってきたウィーン国立歌劇場、ベルリン国立歌劇場、ドレスデン国立歌劇場が相次ぐように『メリー・ウィドウ』を上演。ドレスデンは『チャールダーシュの女王』も話題を呼んだ。日本においては、浅草オペラは別にしても、二期会が発足当初からオペレッタを得意とし、NHK-FMの番組「オペラアワー」が『こうもり』序曲を長年テーマ音楽とするなど、両者をことさらに区別する習慣は存在しなかった。
ドイツには、オイロディスク、アカンタなど継続的にオペレッタの全曲レコードを制作してきた会社が少なくないが、なかでも独EMI（エレクトローラ）のシリーズは有名で、エリーザベト・シュヴァルツコップをはじめ、ニコライ・ゲッダ、アンネリーゼ・ローテンベルガー、ヘルマン・プライ、クルト・ベーメ、リーザ・デラ・カーザ、エーベルハルト・ヴェヒターら戦後を代表する大物オペラ歌手たちを擁しての贅沢なキャスティングで世界にオペレッタの魅力を広めた。